# 塔普里

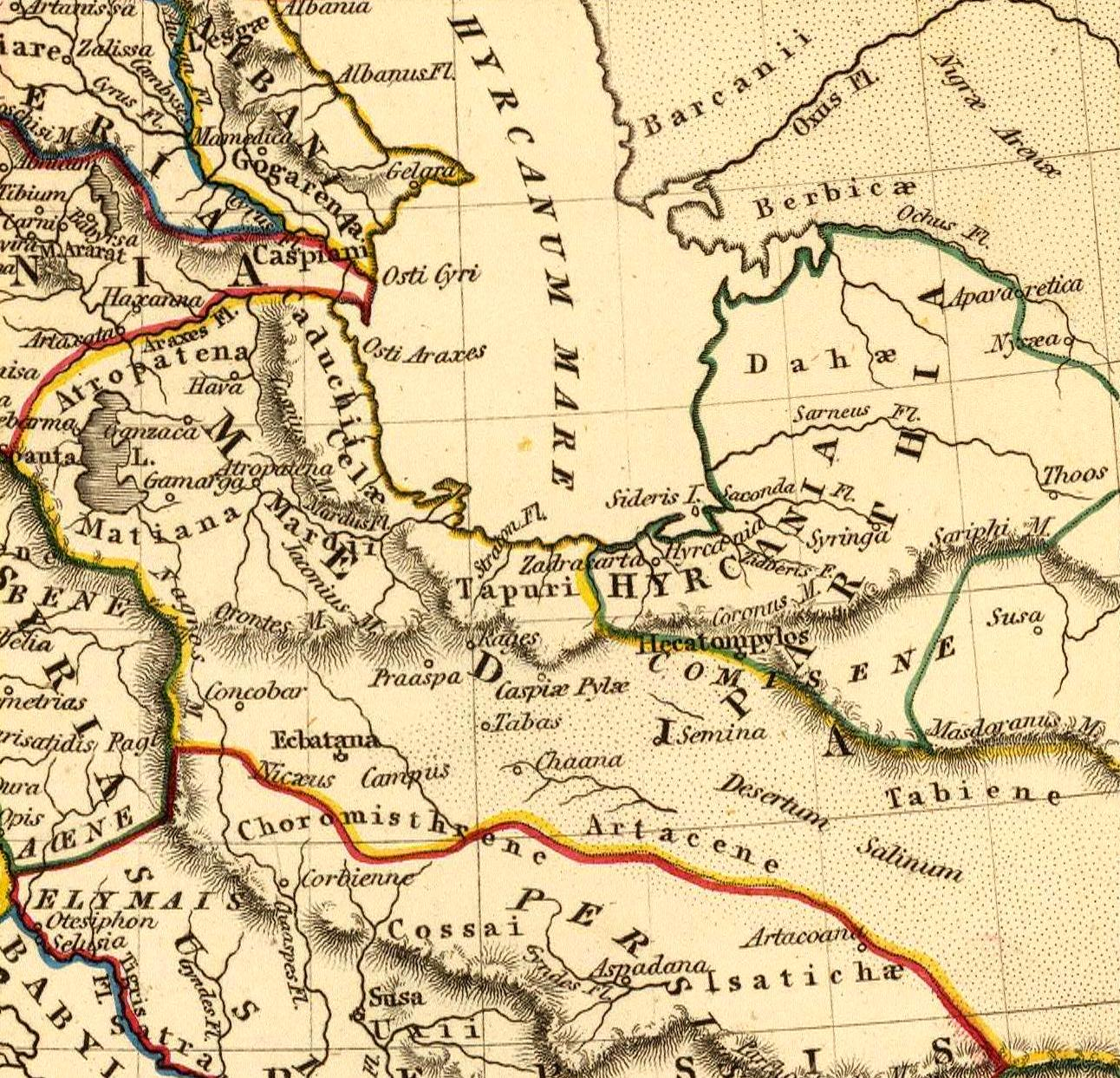
塔普里 (Tapuri) 的位置，在 吉蘭省 和 希尔卡尼亚 (古代行省) 之间

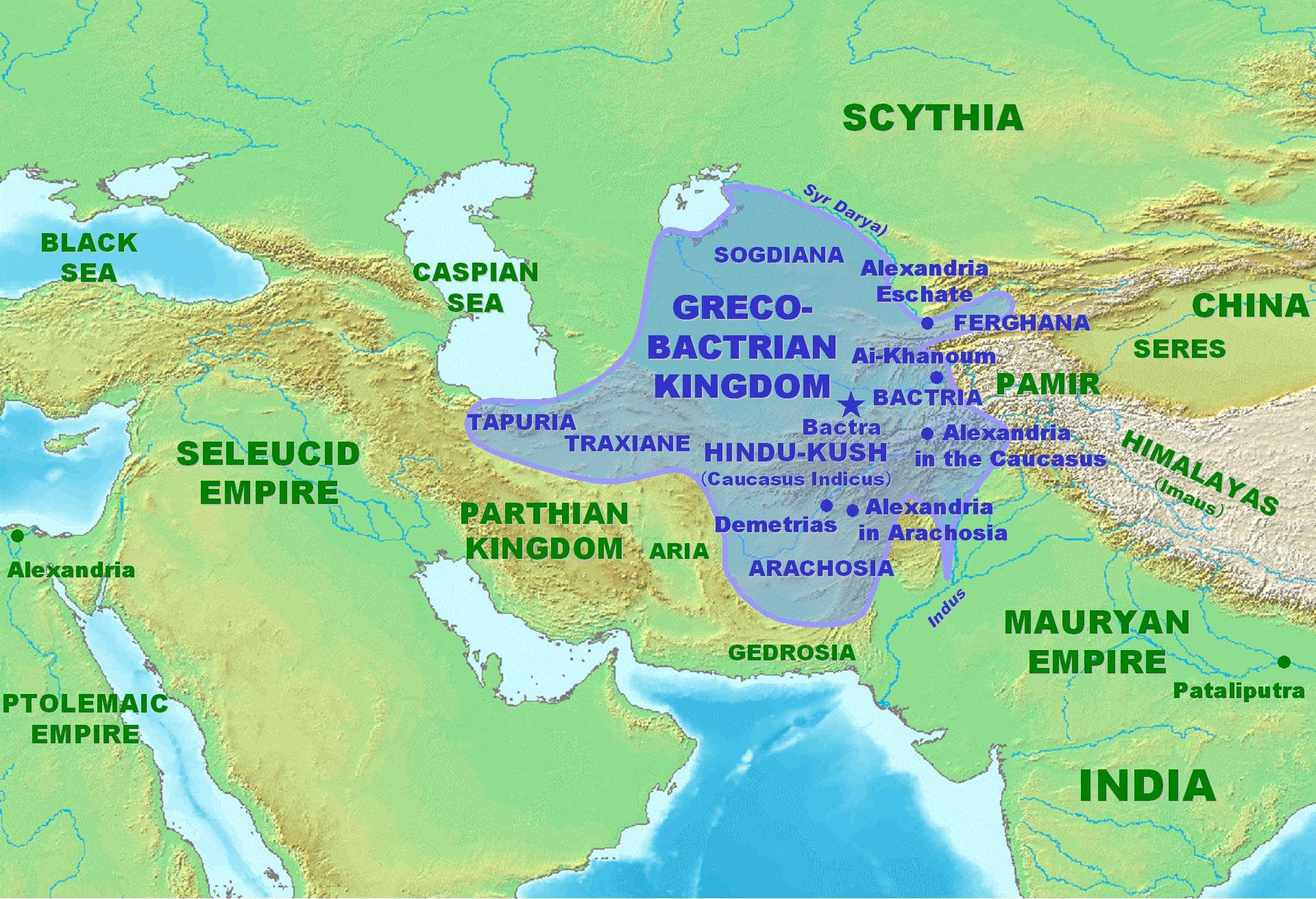
希腊巴克特里亚王国地图，塔普里亚明显位于里海南岸

塔普里 (Tapuri) 或 塔皮里 (Tapyri) 是托勒密和阿里安提到的里海以南米底斯的一个部落。   克特西亚斯 指的是位于 卡杜西 (Cadusii) 和 希尔卡尼亚 (古代行省) (Hyrcania) 两地之间的 塔普里(Tapuri) 土地。
在不同的历史时期，塔普里人的名称和可能的居住地似乎已经沿着从亚美尼亚到阿克萨斯河东侧的广阔国家空间延伸。 斯特拉波 将他们放置在里海门和 Rhagae 旁边，在帕提亚或在 德比斯 (Derbices) 和 希尔卡尼亚 (古代行省) (Hyrcani) 之间，或者与 Amardi 和里海南岸的其他人一起； 其中最后一个观点 昆圖斯·庫爾提烏斯·魯福斯、狄奥尼修斯 和 老普林尼 可以被认为是一致的。托勒密在一处将他们视为米底部落并在另一处将他们归于马吉亚纳。 他们的名字写在不同的作者有一些差异；因此 Τάπουροι 和 Τάπυροι 出现在斯特拉博；普林尼和库尔提斯的塔普里； Τάπυρροι 在斯蒂芬。 B. sub voce 毫无疑问，现在的 塔巴里斯坦 (Taberistán) 地区的名字来源于他们。 爱莲 对居住在媒体的塔普里人进行了特殊的描述。
这些塔普里氏族为高加梅拉战役提供了 1000 名骑兵作为阿契美尼德帝国军队。
根据阿里安的说法，在阿契美尼德和亚历山大时期，一群塔普尔生活在赫尔卡尼亚人和阿玛德人中间。亚历山大听从了塔普尔人的命令，与阿玛德作战并击败了他们。亚历山大随后将阿马尔土地并入塔普尔土地。 總督 (古波斯) 塔普里 (Satrap Tapuri) 在 奧托夫拉達提斯 (Autophradates) 的统治下。